# 2021年5月8日喀布爾爆炸案
2021年5月8日，阿富汗首都喀布爾附近的一間高中，遭到汽車炸彈攻擊。

## 背景
2021年，阿富汗已經發生多起汽車炸彈攻擊事件，而本起爆炸案的發生地，位於喀布爾西方的達斯特巴奇，當地屬於伊斯蘭什葉派哈札拉族為多數的地區，更是數年來遜尼派激進份子時常襲擊的地點。而爆炸發生當時，許多居民外出採購，以慶祝即將到來的開齋節。
根據美國與塔利班於2020年簽署的和平協議，美國必須將部隊撤出阿富汗，以換取塔利班的安全保證，並開始與阿富汗政府展開和平對話。然而美國於上個月宣布，由於阿富汗政府表示塔利班正在該國加強攻擊，而將撤軍期限自5月1日延後至9月11日後，塔利班則警告這將對協議產生影響。

## 事件經過
在當地時間下午4點半左右時，正值該校放學時間，據一名該校教師告訴阿富汗當地媒體的說法，先是一枚汽車炸彈引爆，緊接著發生了兩起爆炸。而根據阿富汗內政部發言人阿瑞安（Tareq Arian）表示，該爆炸已造成30人死亡及52人受傷，且傷亡人數可能還會上升。該校所在區域為喀布爾西方的達斯特巴奇，是伊斯蘭什葉派哈札拉族為多數的地區。爆炸案一開始先是一枚汽車炸彈爆炸，接著等到學生匆忙逃出之時，又有兩枚炸彈爆炸。

### 傷患處置
根據阿富汗公共衛生部發言人納扎里（Ghulam Dastigar Nazari）表示，目前已將46名傷患送至醫院，並派出多輛救護車前往爆炸地點進行搶救，希望當地居民能夠允許救護車進入救援，而根據美聯社記者觀察，該校附近一所醫院的走廊上，至少擺放了20具遺體。截至5月9日，本起爆炸案已造成最少68人死亡、165人受傷，死傷者多為該校女學生。

## 責任歸屬
目前尚無團體或組織承認犯案，阿富汗官方亦未透露爆炸起因和攻擊目標。塔利班發言人扎比胡拉·穆賈希德則透過媒體表示，塔利班並未介入本起爆炸案。然而阿富汗總統阿什拉夫·加尼·艾哈邁德扎伊把這本次爆炸案歸咎於塔利班。

## 資料來源
1. 1 2 3 4 5 6  Jennifer Hauser. . CNN. 2021-05-08  [2021-05-09]. （原始内容存档于2021-05-09）. |time=被忽略 (帮助)
2. 1 2 3  Rasmussen, Ehsanullah Amiri and Sune Engel. . 華爾街日報. 2021-05-08  [2021-05-08]. ISSN 0099-9660. （原始内容存档于2021-06-06） （美国英语）.
3. 1 2  . Reuters. 2021-05-09  [2021-05-09]. （原始内容存档于2021-05-10）.
4. 1 2  . 自由時報. 2021-05-10  [2021-05-16]. （原始内容存档于2021-05-10）.
5. 1 2 3 4 5  . 由劉學源翻译. 中央通訊社. 2021-05-09. （原始内容存档于2021-05-09）.
6. 1 2  . 路透社. 2021-05-08  [2021-05-08]. （原始内容存档于2021-05-08）.
7. 1 2 3  . 自由時報. 2021-05-08  [2021-05-09]. （原始内容存档于2021-05-09）.
8. ↑  . 半島電視台. 2021-05-08  [2021-05-09]. （原始内容存档于2021-05-09）.
9. ↑  莊蕙嘉. . 聯合新聞網. 2021-05-08  [2021-05-09]. （原始内容存档于2021-05-09）.